# Zdzisław Nowak (lekkoatleta)
Zdzisław Antoni Nowak (ur. 10 stycznia 1906 w Tarnowie, zm. 26 czerwca 1996 tamże) – polski lekkoatleta, olimpijczyk.
Uprawiał wiele dyscyplin sportu (piłka nożna, narciarstwo, łyżwiarstwo), ale największe sukcesy odniósł w lekkiej atletyce, zwłaszcza w skoku w dal. Startował w tej konkurencji na olimpiadzie w Amsterdamie 1928, ale odpadł w eliminacjach. 
Był czterokrotnym mistrzem Polski w skoku w dal (1928, 1929, 1930 i 1932), a także wicemistrzem w skoku w dal (1927) i skoku wzwyż (także 1927). Pięciokrotnie ustanawiał rekord Polski w skoku w dal (wynik 7,34 m był rekordem od 1934 do 1949) oraz był rekordzistą w sztafecie 4 x 100 m.
Był zawodnikiem AZS Kraków. Po zakończeniu kariery został trenerem, a potem był przez wiele lat nauczycielem wychowania fizycznego z III Liceum Ogólnokształcącym w Tarnowie.